# Kuta Galuh (Lawe Bulan)
Kuta Galuh is een bestuurslaag in het regentschap Aceh Tenggara van de provincie Atjeh, Indonesië. Kuta Galuh telt 682 inwoners (volkstelling 2010).